# Central European Journal of Energetic Materials
Central European Journal of Energetic Materials (viết tắt: Cent. Eur. J. Energ. Mater.) là một tạp chí khoa học và công nghệ được xuất bản bởi Mạng lưới nghiên cứu Łukasiewicz - Viện Công nghiệp hữu cơ. Tạp chí là nơi xuất bản các công trình nghiên cứu khoa học ở các lĩnh vực vật liệu năng lượng (thuốc phóng, thuốc nổ và pháo hoa). Ngoài ra, tạp chí cũng chú ý đến các chủ đề như: hiện tượng đánh lửa, cháy và nổ; xây dựng, tổng hợp và chế biến cháy nổ; phân tích và phân hủy nhiệt; các khía cạnh độc hại, môi trường và an toàn của sản xuất, ứng dụng, sử dụng và phi quân sự hóa vật liệu năng lượng; tính toán quỹ đạo phân tử; đặc tính kích nổ và đạn đạo; thử nghiệm công nghệ sinh hoc. Tạp chí xuất bản bằng tiếng Anh, một năm có bốn số. Tất cả các bài báo trên tạp chí đều được truy cập miễn phí trên cơ sở Truy cập Mở (Open access).

## Mã số xuất bản
- ISSN: 1733-7178 (bản in)
- eISSN: 2353-1843 (bản trực tuyến)
- GICID: 71.0000.1500.2378
- DOI: 10.22211
- Cơ quan xuất bản: Mạng lưới nghiên cứu Łukasiewicz - Viện Công nghiệp hữu cơ

## Chỉ số ảnh hưởng
- Chỉ số IF (Impact Factor) năm 2019: 1.33[3]
- Chỉ số sự ảnh hưởng của từng bài báo (Article Influence) năm 2019: 0.209[3]
- Chỉ số SJR (Scimago Journal Rank) năm 2019: 0.515[3]
- Chỉ số SNIP (Source Normalized Impact per Paper) năm 2019: 1.070[3]
- Chỉ số Scopus CiteScore năm 2019: 2.4[3]
- Chỉ số H Index năm 2019: 23[4]
- Danh mục tạp chí SCIE năm 2019: Nhóm Q2[4]
- Central European Journal of Energetic Materials được lập chỉ mục trích dẫn khoa học ở các cơ sở dữ liệu: BazTech, Scopus, ISI Web of Science (WoS), Chemical Abstracts (CAS)[5]

## Ban biên tập[6]
- Tổng biên tập: Andrzej Maranda
- Phó tổng biên tập: Svatopluk Zeman